# Seabra (Espanha)
Seabra (em castelhano Sanabria;  em leonês Senabria; em galego Seabra) é uma comarca situada no noroeste da província de Samora, na comunidade autónoma de Castela e Leão, Espanha. 
Situa-se no quadrante norte ocidental da província e da comunidade. Assim, é uma comarca raiana, confrontando com as Terras de Trás-os-Montes (Portugal), e com as províncias de Leão e Ourense (Galiza). 
A norte, oeste e sul, o seu território é restrito por serras (as da Culebra, Segundeira e Cabreira), enquanto que a leste se abre um vale para os planaltos samoranos, ocupadas pela Requeijada e Carvalheda. O eixo vertebrador deste território é o rio Tera, que nasce na serra Segundeira, ao qual afluem outras ribeiras como a de Trefácio, Vilarinho e Trueitas.